# Čremošnianske sedlo
Čremošnianske sedlo (725 m) – przełęcz na południowo-zachodnich, opadających do Kotliny Turczańskiej zboczach Wielkiej Fatry na Słowacji. Znajduje się po wschodniej stronie wsi Čremošné, pomiędzy bezleśnym wzniesieniem Čremošnianske lazy (771 m) i innym, bezimiennym i porośniętym lasem wzniesieniem. Przez przełęcz przebiega droga łącząca wsie Čremošné i Háj. 

## Turystyka
Przez przełęcz biegnie znakowany szlak turystyczny. Bezleśne obszary przełęczy są dobrym punktem widokowym.
   Čremošné – Stražna hora – Čremošnianske sedlo – dolina Čiernej vody – Flochová – Svrčínnik. Odległość 8,9 km, suma podejść 817 m, suma zejść 152 m, czas przejścia 3:10 h, z powrotem 2:30 h.